# Раевский, Александр Сергеевич
Александр Сергеевич Рае́вский (23 января (4 февраля) 1872, Харьков — 23 июня 1924, Москва) — российский и советский инженер, учёный, конструктор паровозов; сын педагога С. А. Раевского и художницы М. Д. Раевской-Ивановой.

## Биография
В 1895 году Раевский окончил технологический институт в Харькове. По окончании института работал в техническом отделе службы движения Московско-Курской железной дороги. С 1900 года работал конструктором на Харьковском паровозостроительном заводе, в 1910 году при разработке Раевским детальных чертежей танк-паровоза проекта Ъх в конструкцию было внесено столько изменений, что паровоз вышел перетяжёленным почти в полтора раза от допустимого. Проект пришлось переделывать в полутанк (перенеся резервуары с водой в тендер), завод понёс большие убытки, и инженера вынудили уволиться. Поэтому с 1910 года Раевский перешёл работать на Путиловский завод в Петроград на должность руководителя паровозно-технической конторы завода.
С участием или под руководством А. С. Раевского были разработаны рабочие проекты ряда серийных паровозов: Щ|, Щп, Ъч, Уу, Лп, М.
Совместно с инженером Я. М. Гаккелем в 1921—1923 гг. работал над проектом одного из первых в мире магистральных тепловозов, имевших практическое хозяйственное применение (не просто теоретическое или экспериментальное) — тепловозом Щэл1, для которого разработал кузов и ходовую (экипажную) часть.
С 1920 года Раевский (одновременно с основной работой на Путиловском заводе) являлся профессором и преподавал в Петроградском политехническом институте. Он был автором ряда графоаналитических методов расчётов по уравновешиванию паровозов, в том числе противовесов паровой машины, головок шатунов, пальцев кривошипов, осей колёсных пар и так далее; состоял членом многих научно-технических советов и комитетов по паровозостроению. Как специалист по динамике паровозов, Раевский всегда считал, что их перспективное развитие будет неизбежно сопровождаться общим усложнением конструкции, в частности, за счёт применения многоцилиндровой паровой машины, которая даёт полное уравновешивание движущего механизма и позволяет отказаться от применения противовесов.
Погиб 23 июня 1924 года при испытаниях: во время проверки прочности Лихоборского железнодорожного моста близ станции Ховрино (ОктЖД, г. Москва) он был сбит испытательным паровозом. 26 июля путиловские рабочие и делегации от Политехнического и других институтов проводили в последний путь Раевского. Его тело доставили из Москвы специальным поездом. Раевский похоронен на Красненьком кладбище в Ленинграде, неподалёку от Путиловского завода, где начиналась его трудовая деятельность в городе на Неве.

## Память
С целью увековечения памяти Раевского 10 апреля 1925 года проспект Сегаля (был сформирован и получил название в 1909 году; старое название появилось от фамилии крупного петербургского землевладельца) близ Санкт-Петербургского Политехнического института, в котором преподавал учёный, был переименован в проспект Раевского. Он идёт от Тихорецкого проспекта до дома № 51 по Светлановскому проспекту, немного не доходя до самого Светлановского проспекта.